# 국내성

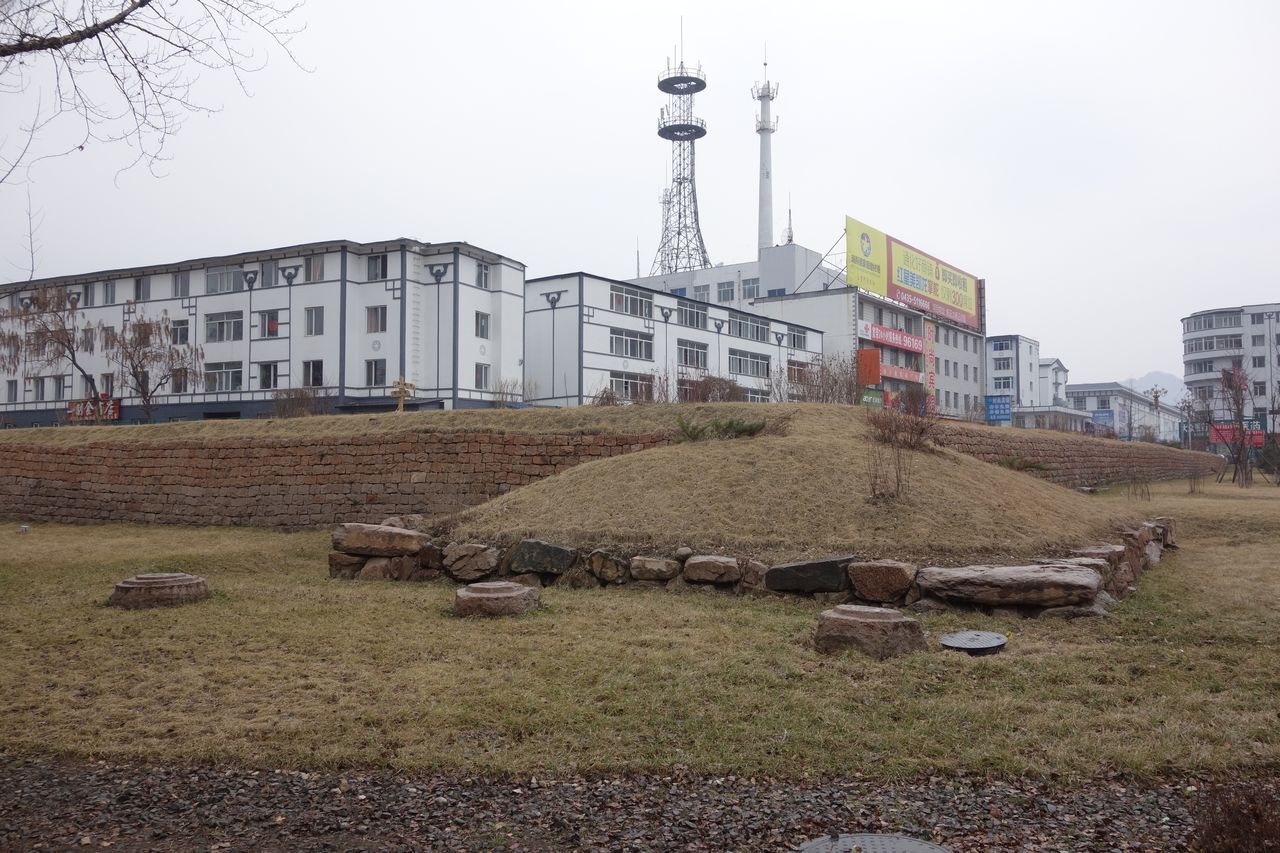

국내성(國內城)은 고구려 제2대 유리왕 22년(서기 3년)부터 장수왕 15년(427년) 평양성으로 수도를 옮기기 전까지 고구려의 수도였으며, 고구려는 이곳을 중심으로 영토를 넓히고 강력한 중앙집권적 고대국가의 틀을 갖추어 나갔다.

## 위치
졸본성에 이어 고구려의 두 번째 수도였던 국내성의 위치에 대해서는 의견이 분분했는데, 중국 지린성 지안에 있는 통구성(通溝城)으로 보는 것이 통설이다.

## 특징
국내성 성벽의 전체 길이는 2,686m이며 동서가 남북에 비해 약간 길며, 현재 성벽이 상당 부분 훼손되어 있다. 지안 서북쪽 2.5km 지점의 해발 676m 환도산에는 위나암성(尉那巖城)이 있는데, 이 때부터 평지성과 산성이 한 조(組)를 이루어 조성되어 평지에 있는 국내성이 공격 받을 경우에 산성인 위나암성에 피난해 적과 싸웠던 것으로 보인다.

## 같이 보기
- 오로산성
- 안학궁
- 대성산성